# Associação Desportiva de Baião
A Associação Desportiva de Baião é um clube português localizado na freguesia de Campelo, concelho de Baião, distrito do Porto. O clube foi fundado em 1 de Novembro de 1977 e o seu atual presidente é Arlindo Paulo. Os seus jogos em casa são disputados no Estádio do Prenhô.
A equipa de futebol sénior participa, na época de 2024/25, na Divisão de Honra da AF Porto.